# آه یونگ
چو جا یونگ با نام مستعار آه یونگ (به انگلیسی: Ah Young) (زاده ۲۶ می ۱۹۹۱) خواننده، بازیگر کره‌ای است.
او عضو گروه دال شابت بود.
گروه دال شابت در اوایل سال 2017 به دلیل عدم پرداخت مالیات از فعالیت بازماند .